# Lefamulin
Lefamulin (tên thương mại Xenleta) là một loại kháng sinh được sử dụng để điều trị cho người lớn bị viêm phổi do vi khuẩn mắc phải tại cộng đồng. Nó được uống bằng miệng hoặc tiêm vào tĩnh mạch. Các tác dụng phụ tương đối phổ biến bao gồm tiêu chảy, buồn nôn, đau tại chỗ tiêm và viêm gan.
Cụ thể đó là một loại kháng sinh pleuromutilin được phát triển bởi Nabriva Therapeutics. Nó đã được FDA Hoa Kỳ phê duyệt vào năm 2019. Nó cũng đã được điều tra để điều trị nhiễm trùng da và cấu trúc da cấp tính (ABSSSI). Nó đã được Cục Quản lý Thực phẩm và Dược phẩm Hoa Kỳ cấp giấy phép theo dõi nhanh trong năm 2014. Mặc dù kháng sinh pleuromutilin được phát triển lần đầu tiên vào những năm 1950, lefamulin là thuốc đầu tiên được sử dụng để điều trị toàn thân các bệnh nhiễm trùng do vi khuẩn ở người.

## Phổ hoạt động
Lefamulin có hoạt tính in vitro chống lại Streptococcus viridans, Moraxella catarrhalis, Enterococcus faecium, Staphylococcus aureus (MRSA) kháng methicillin, trong số các vi khuẩn khác.